# Aluísio Azevedo
Aluísio Tancredo Gonçalves de Azevedo (São Luís, 14 de abril de 1857 – Buenos Aires, 21 de janeiro de 1913) foi um romancista, contista, cronista, diplomata, caricaturista e jornalista brasileiro; além de desenhista e pintor.

## Biografia
Filho do vice-cônsul português David Gonçalves de Azevedo, que, ainda jovem, se enviuvara em boda anterior, e de Emília Amália Pinto de Magalhães, separada de um rico comerciante português, Antônio Joaquim Branco, Aluísio assiste, ainda garoto, ao desabono da sociedade maranhense a essa união dos pais contraída sem segundas núpcias, algo que se configurava grande escândalo à época. Foi Aluísio, irmão mais novo do dramaturgo e jornalista Artur Azevedo, com o qual, em parceria, esboçaria peças teatrais.
Ainda pequeno revelava interesse para o desenho e para a pintura, dom que mais tarde lhe auxiliaria na produção literária. Concluindo os preparatórios em São Luís do Maranhão, transfere-se em 1876 para o Rio de Janeiro, onde prossegue estudos na Academia Imperial de Belas-Artes, obtendo, a título de subsistência imediata, ofício de colaborador caricaturista de jornais como O Fígaro, O Mequetrefe, Zig-Zag e A Semana Ilustrada.
Com o falecimento do pai em 1878, volta ao Maranhão para sustentar a família. Ali, instigado por dificuldades financeiras, abandona momentaneamente os desenhos e dá início à atividade literária, publicando Uma Lágrima de Mulher no ano seguinte (1879). Em 1881, em período de crescente efervescência abolicionista no Brasil, publica o romance O Mulato, obra que deixa a sociedade escandalizada pelo modo cru com que desnuda a questão racial e inaugura o Naturalismo na literatura brasileira. Em outras palavras, O Mulato mostrava à sociedade da época a importância de se debater o racismo estrutural no Brasil. Nela, o autor já demonstra ser abolicionista convicto.
Diante da reação hostil da província, obtendo sucesso com a obra na Corte, onde era considerada exemplo da escola naturalista, volta à capital imperial e aí, incessantemente, produz romances, contos, crônicas e peças de teatro.

## Diplomata

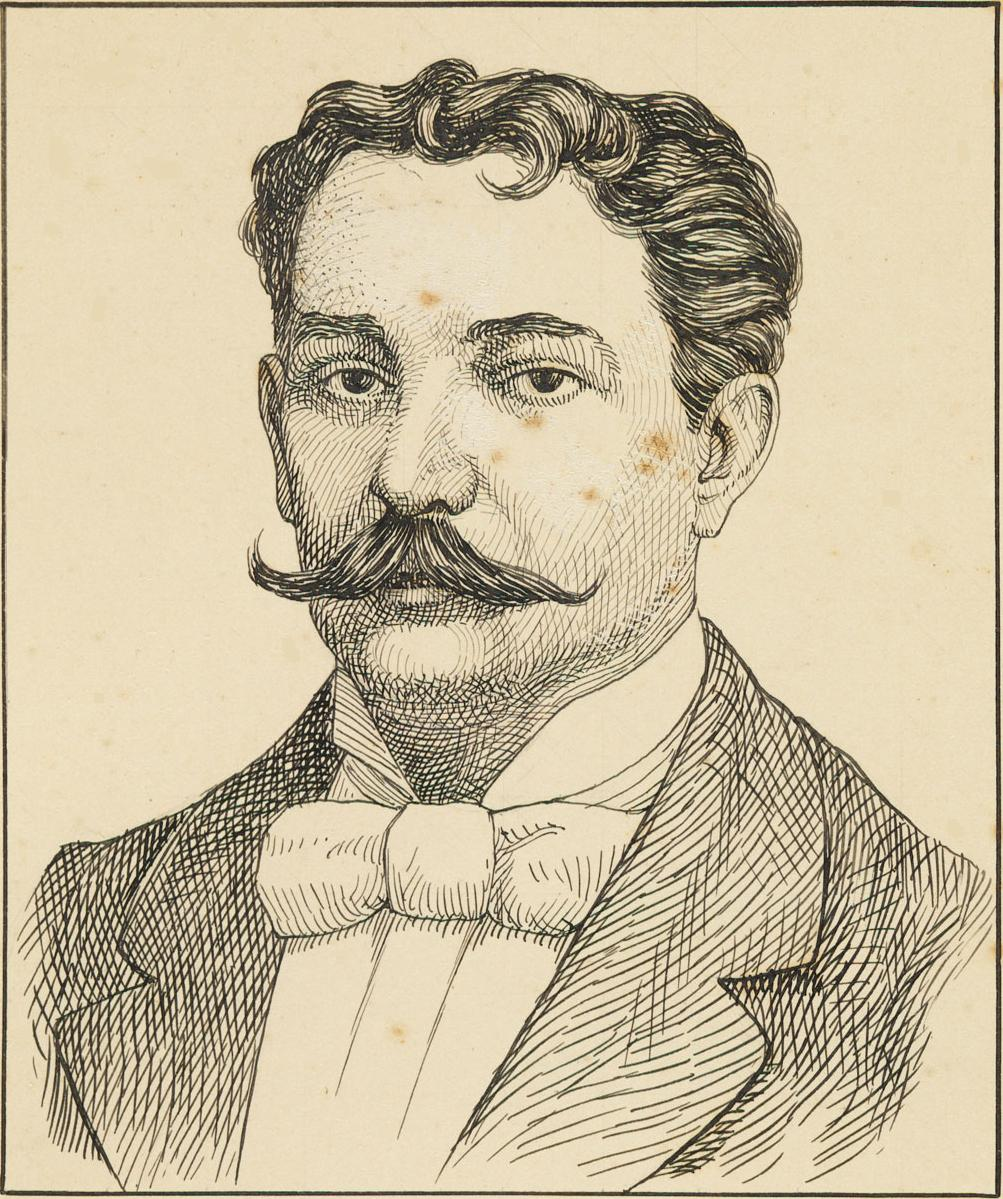
Aluísio Azevedo

Feito diplomata em 1895, abandona definitivamente o ofício, indo servir na Espanha, Inglaterra, Itália, Japão (do qual fez apontamentos antevidentes e singulares), Paraguai e Argentina. Em 1910, feito já cônsul de primeira classe, volta a instalar-se em Buenos Aires, onde convive com Pastora Luquez, de quem adotou os dois filhos. Passados quase três anos, falece, já como fundador da cadeira nº 4 da Academia Brasileira de Letras.
Em 1918, por iniciativa de Coelho Neto, teve seus restos mortais transladados de Buenos Aires para São Luís, onde repousam definitivamente.

## Contribuições
- É autor de vários romances de estética naturalista: "O mulato" (1881), "Casa de pensão" (1884), "O cortiço" (1890) e outros.
- Tendo por influência escritores naturalistas europeus, dentre eles Émile Zola, por tal ótica capta a mediocridade rotineira, a vida dos vícios, os preconceitos e mesmo taras individuais, opção contrária à dos românticos precedentes.
- Fazem-se veementemente presentes em sua obra certos traços fundamentais do Naturalismo, quais sejam a influência do meio social e da hereditariedade na formação dos indivíduos, também o fatalismo. Em Aluísio "a natureza humana afigura-se-lhe uma certa selvageria onde os fortes comem os fracos", afirma o crítico Alfredo Bosi.
- Segundo Valentin (2013), O cortiço é um dos primeiros romances brasileiros no qual a homossexualidade foi representada.[3]

## Obras
| - Uma Lágrima de Mulher (1880) - O Mulato (1881) - Mistério da Tijuca ou Girândola de Amores (1882) - Memórias de um Condenado ou A Condessa Vésper (1882) - Casa de Pensão (1884) - Filomena Borges (1884) - Mattos, Malta ou Matta? (1885) - O Coruja (1887) - O Homem (1887) - O Cortiço (1890) - A Mortalha de Alzira (1894) - O Livro de uma Sogra (1895) - Flor de Lis (com Artur Azevedo, 1878) - Os Doidos (com Artur Azevedo, 1879) - Casa de Orates (com Artur Azevedo, 1882) - Lição para Maridos (com Émile Rouéde, 1885) - O Caboclo (com Émile Rouéde, 1886) - Os Sonhadores ou Macaquinhos no Sótão (1887) - Os Visionários (1887) - Fritzmac (com Artur Azevedo, 1888) - A República (com Artur Azevedo, 1889) - Em Flagrante (com Émile Rouéde, 1890) - Um Caso de Adultério (com Émile Rouéde, 1890) - Fluxo e Refluxo (1903) - O Pensador, periódico (1880-1881) - O Japão, ensaio (1894) - O Touro Negro, crônicas e epistolário (1921) | - Demônios (1893) - "Demônios" - "O Macaco Azul" - "Insepultos" - "Aos Vinte Anos" - "Das Notas de uma Viúva" - "Uma Lição" - "Músculos e Nervos" - "O Madeireiro" - "Os Passarinhos" - "Politipo" - "No Maranhão" - "Como o Demo as Arma" - Pegadas (1897) - "Vícios" - "Último Lance" - "O Impenitente" - "Pelo Caminho" - "Resposta" - "Heranças" - "A Serpente" - "No Maranhão" - "Fora de Horas" - "Inveja" - "Demônios" - "Das Notas de uma Viúva" - "Insepultos" - "O Madeireiro" - "Músculos e Nervos" |

## Academia Brasileira de Letras
Aluísio Azevedo foi um dos fundadores do Silogeu Brasileiro, onde ocupou a cadeira 4, que tem por patrono Basílio da Gama.